# Michael von Haugwitz
Michael Freiherr von Haugwitz (geb. um 1746 in Schlesien; gest. im 19. Jahrhundert) war ein preußischer Landrat.

## Leben

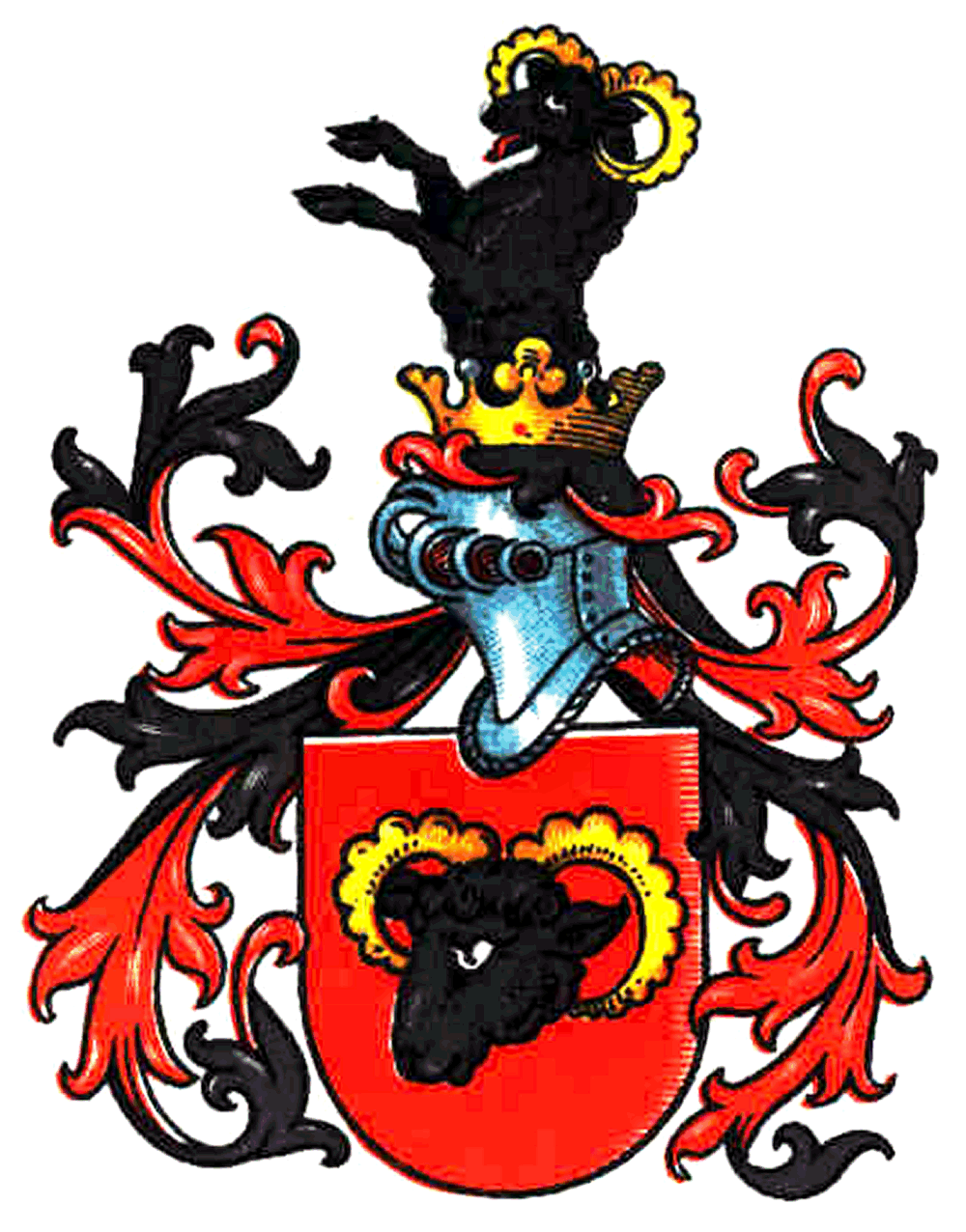
Wappen derer von Haugwitz

Michael Freiherr von Haugwitz war Angehöriger des aus dem Meißnischen stammenden alten Adelsgeschlechts Haugwitz. Sein Vater war Miteigentümer des Gutes Ober Hausdorf in der Grafschaft Glatz. Er widmete sich wohl zunächst der Landwirtschaft, bevor er im April 1778 Deputierter des  Kreises Frankenstein i. Schles. im königlichen Hauptquartier in Schönwalde wurde. Ab etwa 1789 bis 1780 amtierte er als kommissarischer Landrat und Nachfolger von Johann Carl Andreas von Arnold im Kreis Leobschütz. Die Ernennung zum regulären Landrat erfolgte noch 1780. Am 7. Mai 1780 teilte ihm Friedrich II. mittels Ordre mit, dass er mit ihm „sehr zufrieden sei“ und er seine „Sachen im letzten Krieg, v. a. bei Franckenstein, sehr gut gemacht“ hätte. Aus diesem Grund bot er ihm das Amt als Präsident in der Kriegs- und Domänenkammer von Marienwerder an, das er jedoch Mai des Jahres ablehnte. Das Amt als Landrat übte er noch bis zum Jahr 1813 aus, Nachfolger wurde Wenzel Karl von Sedlnitzky.